# Best Boys 1
Best Boys 1 – jedenasty album zespołu Boys wydany w maju 1998 roku w firmie fonograficznej Green Star. Jest to pierwsza część największych przebojów tego zespołu w latach 1991-1997.

## Lista utworów
1. "Wolność" (muz. i sł. ludowe)
2. "Dziewczyna z marzeń" (muz. i sł. Marcin Miller)
3. "Usłysz wołanie" (muz. i sł. Marcin Miller)
4. "Inna dziewczyna" (muz. i sł. ludowe)
5. "Wracaj" (muz. i sł. Marcin Miller)
6. "Miłość" (muz. ludowa, sł. Marcin Miller)
7. "Przyszedł czas" (muz. Igor Giro, sł. Marcin Miller)
8. "To nie USA" (muz. ludowa, sł. Marcin Miller)
9. "Jesteś ładna" (muz. Igor Giro, sł. Marcin Miller)
10. "Jesteśmy razem" (muz. Igor Giro, sł. Marcin Miller)
11. "Okrutny los" (muz. i sł. Marcin Miller)
12. "Planeta miłości" (muz. Igor Giro, sł. Marcin Miller)